# Mono (Besteck)
mono ist eine Marke, die für Essbestecke und Tisch-Accessoires steht. Seit 1959 fertigt die heute als mono GmbH firmierende Besteck- und Edelstahlmanufaktur in Mettmann die als Design-Klassiker geltende Besteckserie mono-a.

## Geschichte
Am 4. Juni 1895 gründete Wilhelm Seibel I. (* 13. Juli 1843 in Gebersdorf;  † 7. Mai 1928 in Mettmann) die Britanniawarenfabrik W. Seibel in Mettmann. 1910 beschäftigte das Unternehmen bereits 240 Arbeiter. So wurde 1911 in Ziegenhain ein Zweigwerk gegründet, aus dem die Hessischen Metallwerke Gebr. Seibel entstanden. Durch die Gestaltung und Fertigung der Besteckserie für die Olympischen Sommerspiele 1936 in Berlin erhielt die Firma W. Seibel erstmals weltweite Aufmerksamkeit.
Nach dem Zweiten Weltkrieg beschäftigte das Unternehmen fast 1.000 Mitarbeiter. Während in den 1950er Jahren etwa 90 % der Besteckfabriken in Deutschland schließen mussten, konzentrierte sich das Unternehmen nicht länger auf Massenproduktion, sondern auf Manufakturfertigung von hochwertigen Design-Bestecken. Unter der Leitung von Herbert Seibel (* 26. April 1910 in Mettmann) fertigte das Unternehmen ab 1959 die von Peter Raacke entworfenen Besteckserie mono-a. Diese Besteckserie wurde international ausgezeichnet und zum Design-Klassiker.
1984 übernahm Wilhelm Seibel sen. das Unternehmen seines Onkels und benannte es 1985 in Mono-Metallwarenfabrik Seibel GmbH um. Die Produktion des Zweigwerks in Ziegenhain wurde 1984 eingestellt, Fabrikgebäude und Grundstück verkauft. Seit den 1980er Jahren kamen neben neuen Besteckserien auch weitere Produkte der Tischkultur zur mono-Produktpalette hinzu, darunter die von Tassilo von Grolman entworfenen Teekannen mono classic (1983) und mono filio (1989/90) mit passendem Teeservice aus Glas sowie Besteck, ebenfalls von Grolman. Ein Tee-, Kaffee- und Essservice aus Porzellan und Edelstahl wurde 1993/96 von Mikaela Dörfel entworfen. Mit mono zeug entwarf Michael Schneider 1994 eine von den prähistorischen Werkzeugen der Neandertaler inspirierte Besteckserie. 2002 kam die geschwungene Besteckserie mono C2 von Ute Schniedermann hinzu. Neben Bestecken und Teeservices produziert mono außerdem Tisch-Accessoires wie die Flammschale mono concave (2004) oder die Vasenserie mono rondo (2008).
Seit dem Jahr 2000 führen Wilhelm Seibel jun. und Carsten Seibel die operativen Geschäfte. Anfang 2006 übernahm das Unternehmen die Besteck-Marke POTT aus Solingen und verlagerte deren Fertigung nach Mettmann. Seitdem firmiert das Familienunternehmen in der 5. Generation als Seibel Designpartner GmbH. Zum 50-jährigen Jubiläum von mono-a und zum 25-jährigen Jubiläum der Teekanne mono classic 2009 gab mono Sondereditionen der Klassiker in Sterlingsilber, Titan, vergoldet und mit Kohlenstoff schwarz beschichtet heraus.
Im Jahr 2016 firmieren die Marken mono und POTT unter dem Namen mono GmbH.

## Produkte

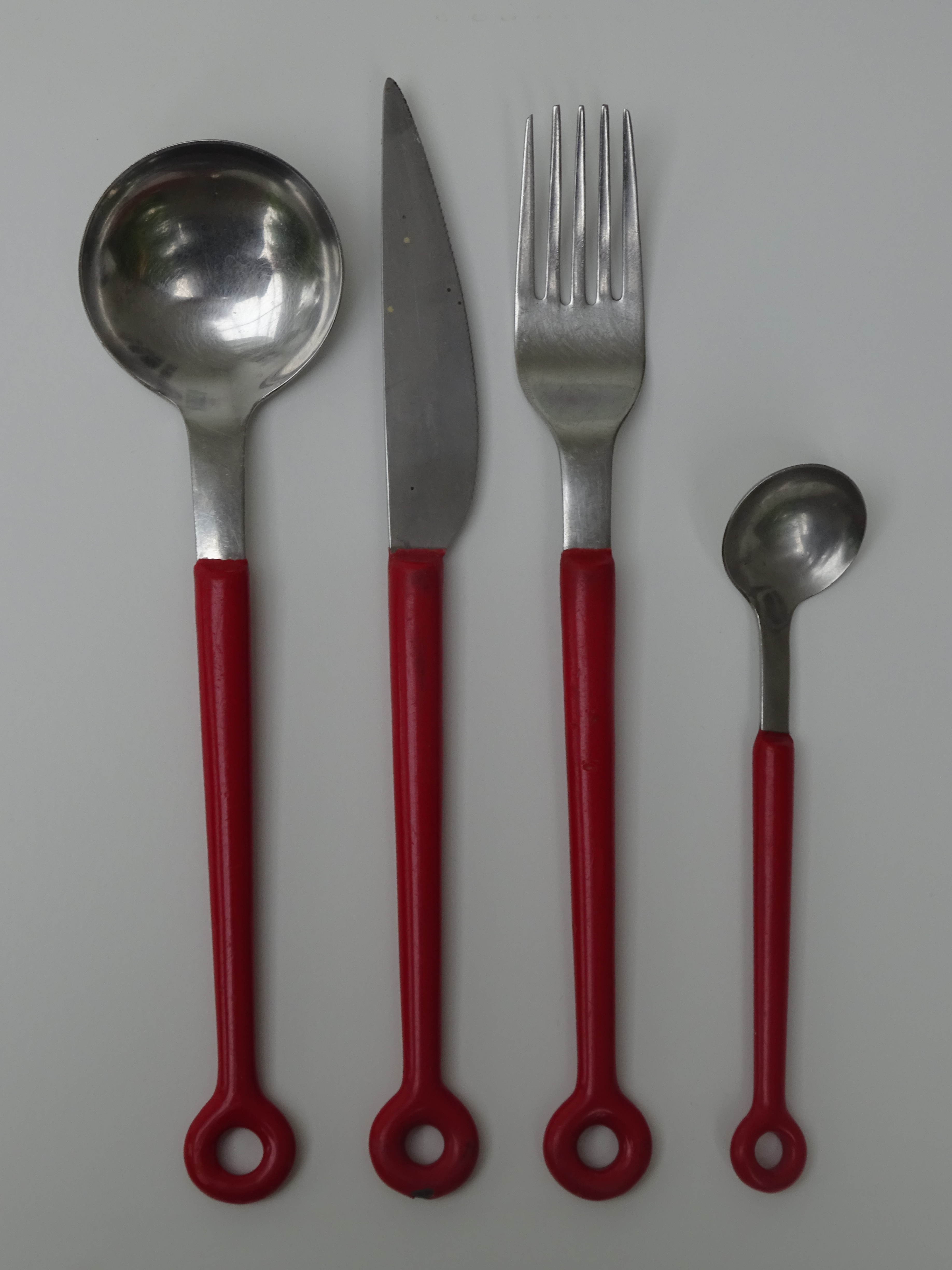
mono ring, Besteck vierteilig

### mono-Besteckserien
Die Besteckserie mono-a wurde 1958 vom Industriedesigner Peter Raacke entworfen und wird seit 1959 produziert. Das aus hochwertigem Edelstahl gefertigte Besteck gilt als erfolgreichstes deutsches Designbesteck. Die zeitlose, vom Bauhaus geprägte, geradlinige Formgebung und das eigenständige Erscheinungsbild waren seinerzeit ungewöhnlich für eine Besteckserie. Ursprünglich wurden die einzelnen Besteckteile aus nur einem Stück, dem namensgebenden Monoblock, gearbeitet.
Die 1960 ebenfalls von Raacke entworfenen Besteckserien mono-e und mono-t entsprechen in ihrer Form mono-a, sind aber auf den Griffen mit dunklem Ebenholz bzw. Teakholz belegt. Raacke entwarf außerdem das Kinderbesteck mono petit und das Küchenset mono 10+1 (beide 1959), sowie die Besteckserien mono ring (1962), mono clip (1972) und mono oval (1982).

### mono-Teekannen
Die Teekanne mono classic wurde 1983 von Tassilo von Grolman entworfen und revolutionierte die Teezubereitung mit einer Kanne, denn der Tee kann in dem von einem Edelstahlgestell gefassten halbkugelförmigen Glaskörper frei schwebend ziehen, da das Edelstahl-Teesieb annähernd so groß wie der Glaskörper ist. Die 1989 entworfene Teekanne mono filio beruht auf dem gleichen Prinzip und unterscheidet sich im Wesentlichen durch das frei geschwungene Edelstahlgestell und den Verzicht auf Kunststoffgriffe.

## Auszeichnungen
Die reduzierte Form der Besteckserie mono-a gewann zahlreiche internationale Auszeichnungen wie den vom Rat für Formgebung vergebenen „Bundespreis Gute Form“ 1973.
Auch die Besteckserien mono oval, mono filio, mono C2, mono zeug, die Teekannen mono classic und mono filio sowie die Accessoires erhielten zahlreiche Auszeichnungen, unter anderem vom Rat für Formgebung, form und iF Industrie Forum Design.
In der Reihe „Design-Klassiker“ des Verlags form erschien 1998 ein mono-Buch von Gerda Müller-Krauspe. Ein Jahr später, 1999, widmete die Deutsche Post eine Briefmarke der Sonderpostwertzeichenserie „Design in Deutschland“ der Besteckserie mono (Briefmarkenblock 50, Michel-Katalog Nr. 2069).
Zahlreiche Produkte, vor allem die Besteckserie mono-a und die Teekannen mono classic und mono filio sind in den Ausstellungen und Sammlungen internationaler Design-Zentren und -Museen vertreten, unter anderem im Metropolitan Museum of Art, im Museum of Modern Art, im iF Industrie Forum Design, im Cooper Hewitt Museum, im Corning Museum of Glass, im Philadelphia Museum of Art, im Deutschen Klingenmuseum, im Design-Center Stuttgart und im Design Zentrum Nordrhein-Westfalen.